# Мусін Леонід Олександрович
Леонід Олександрович Мусін (рос. Леонид Александрович Мусин; 19 квітня 1985, Москва, СРСР) — український та російський футболіст, воротар.

## Біографія

### Клубна кар'єра
Випускник футбольної школи московського «Спартака». Селекціонери київського «Динамо» побачили його гру, і у 2000 році Мусін погодився переїхати в Київ, де був прийнятий у футбольну академію «Динамо» (1985 року народження) на чолі з Павлом Яковенком.
Перший матч в рамках чемпіонату України провів 24 березня 2002 року у складі бориспільського клубу «Борисфен-2», в якому грав на правах оренди. З літа 2002 року грав у другій і третій команди київського «Динамо».
У другій половині 2007 року захищав кольори «Полтави» у Другій лізі, зігравши у 5 матчах.
На початку 2008 року був футболістом «Динамо» (Мінськ), за яке провів одну гру в чемпіонаті Білорусі, проте невдовзі повернувся в Україну, де грав у клубі Першої ліги «Олександрія». На початку 2009 року побував на перегляді в криворізькому «Кривбасі», але в команду не перейшов.
Взимку 2010 року пробував свої сили в казанському «Рубіні», проте клубу не підійшов. 28 серпня 2010 року на правах вільного агента підписав контракт з клубом «Анжі» з Махачкали, в команді був третім воротарем після Іллі Абаєва і Нукри Ревішвілі, тому за першу команду так і не зіграв.
16 березня 2011 року підписав контракт з єкатеринбурзьким «Уралом» на півтора року. У липні 2012 року перейшов в «Тюмень». У команді взяв 37 номер.
У 2014—2015 роках грав за клуб «Долгопрудний» з третього за рівнем дивізіону Росії, після чого перейшов у польський «Гурник» (Валбжих), але того ж року повернувся до Росії, ставши гравцем столичного «Соляріса».

### Кар'єра в збірній
У 2002 році дебютував у складі юнацької збірної України.
На молодіжному чемпіонаті світу 2005 року в Нідерландах був основним воротарем команди, але на 80-й хвилині матчу в 1/8 фіналу проти Нігерії припустився грубої помилки, завдяки якій африканці виграли матч і пройшли в наступний раунд. Після цього Мусін повернувся в «Динамо», яке очолив Леонід Буряк. Новий наставник сказав, що воротар, який дозволяє собі такі ляпи, йому не потрібен.

## Досягнення
- Бронзовий призер юнацького чемпіонату Європи 2004 року